# Maize Streak Virus
Das Maize Streak Virus (englisch, deutsch manchmal Maisstrichel- oder -streifenvirus, kurz MSV) ist die Ursache der Maize Streak Disease (MSD, deutsch manchmal Streifen- oder Strichelkrankheit des Maises genannt), der verheerendsten Viruserkrankung des Maises in Afrika. Es ist endemisch in Subsahara-Afrika und stellt dort ein großes Problem für die Ernährungssicherung dar. Zudem taucht es auf Madagaskar, Mauritius und Réunion auf und könnte sich in andere Gebiete ausbreiten.

## Geschichte
Die Symptome der MSD wurden erstmals 1901 von Claude Fuller in Natal (Südafrika) beschrieben, wenngleich er sie fälschlicherweise auf eine Störung des Bodens zurückführte. 1924 stellte H. H. Storey fest, dass ein Virus, das über die Zwergzikadenart Cicadulina mbila übertragen wird, die Ursache der Krankheit ist. Storey legte zudem die genetische Basis der Übertragung dar und zeigte, dass die Resistenz von Mais gegen die MSD vererbbar ist. 1974 wurden MSV-Partikel erstmals aufgereinigt. Dabei wurde seine bis dato unbekannte, zwillings- und quasi-ikosaederförmige Form entdeckt. 1977 fand man heraus, dass Geminiviren eine bisher unbekannte, sogenannte ssDNA-Struktur besitzen. Das MSV ist Typusspezies der Gattung Mastrevirus in der Familie der Gemini-Viren (Geminiviridae).

## Wirtsspektrum und Symptome
Neben Mais werden über 80 andere Gräser mit MSV infiziert, zu denen auch wirtschaftlich wichtige Arten wie Weizen, Gerste und Roggen gehören.
Erste Symptome treten drei bis sieben Tage nach der Inokulation auf. Zunächst handelt es sich dabei um kreisförmige, blasse Flecken mit 0,5–2 mm Durchmesser. Spätere Stadien zeigen sich in Streifen, die sich über die Länge des Blatts erstrecken und bis zu 3 mm breit sein können. Derart befallene Blätter können nahezu komplett chlorotisch werden.
Die schwersten Schäden treten auf, wenn der Zeitpunkt der Infektion mit dem Aufgang der Koleoptile einhergeht. Die Ertragsverluste können bei früher Infektion bis zu 100 % betragen.
Von den bisher neun wichtigsten identifizierten Stämmen verursacht nur MSV-A landwirtschaftliche Schäden beim Mais. Die anderen Stämme (MSV-B bis MSV-I) unterscheiden sich von MSV-A zu 5–25 % in der Nukleotidsequenz und produzieren weitaus mildere Symptome (bzw. keine bei MSV-resistenten Maissorten).

## Diversität und Evolution
MSV ist eng verwandt mit anderen afrikanischen Mastreviren, die z. B. Zuckerrohr oder Rispenhirsen schädigen. Die größte Ähnlichkeit besteht allerdings mit einem Virus der Fingerhirsen von Vanuatu, mit dem es zu etwa 67 % in der Genomsequenz übereinstimmt.
Die Genomsequenzen von MSV-A weisen eine geringe Diversität auf, so dass sich zwei Isolate aus unterschiedlichen Orten in Afrika zu mehr als 97 % ähneln. Dies deutet entweder auf eine niedrige Evolutionsrate oder eine schnelle Verbreitung von Varianten mit höherer Fitness über den Kontinent hin. Forschungen haben ergeben, dass MSV-A eine geringe Evolutionsrate, aber gleichzeitig eine hohe Mutationsrate besitzt. Daher ist MSV-A trotz der langsamen Evolutionsrate fähig, sich schnell anzupassen und züchterische Resistenzen beim Mais zu überwinden.

## Übertragung
Die Übertragung von MSV-A über Kontakt oder Saatgut ist nicht möglich und auf mehrere Zwergzikaden der Gattung Ciadulina angewiesen. C. mbila ist der relevanteste Überträger, da er am stärksten verbreitet ist und der Anteil übertragungsfähiger Individuen bei C. mbila größer ist als bei den anderen Arten. Die Zikade kann in jedem ihrer Entwicklungsstadien das Virus durch Fraß innerhalb von einer Stunde aufnehmen; die minimale Fraßzeit beträgt 15 Sekunden. Darauf folgt eine Latenzzeit von 12 bis 30 Stunden, während deren keine Übertragung möglich ist. Danach ist das Virus in den Gefäßbahnen des Insekts und kann ein Leben lang durch Fraß wieder auf Pflanzen übertragen werden.

## Bedeutung der MSD und Bekämpfung
Obwohl MSD nicht außerhalb Afrikas auftritt, gilt sie als die drittwichtigste Pflanzenkrankheit des Maises der Welt (nach Turcicum-Blattdürre und Blattfleckenkrankheit). Denn in Afrika ist MSD die folgenschwerste Maiskrankheit, und aufgrund der zentralen Stellung von Mais in der afrikanischen Ernährung für mehr Probleme der Ernährungssicherung verantwortlich als jede andere Pflanzenkrankheit.
Mithilfe von auf Carbamaten basierenden Insektiziden ist eine effektive Kontrolle von MSD in Nutzpflanzen möglich. Auch kann eine Variation der Aussaatdaten den größtmöglichen Zikadenbefall verhindern. Das Problem ist, dass Kleinbauern diese Optionen meist nicht offenstehen. Daher erscheint der für Afrika aussichtsreichste Weg die Resistenzzüchtung zu sein. Die Virusresistenz steht im Zusammenhang mit bis zu fünf separaten Allelen mit einer Mischung aus rezessiven und dominanten Eigenschaften, die jeweils für sich gesehen nicht ausreichen. Trotz großer Fortschritte in der Forschung sind bisher nur begrenzte Erfolge im Feld zu verzeichnen. Beispielsweise unterscheiden sich die Umweltbedingungen im Züchtungsprozess von denen im Feld. Hinzu kommt eine große agroökologische Diversität in Afrika, weswegen sehr viele an lokale Verhältnisse angepasste Sorten entwickelt werden müssen, um die Resistenz zu maximieren. Ein weiteres Problem ist die Tatsache, dass natürliche genetische Resistenzen oft nicht mit anderen wünschenswerten Eigenschaften wie guten Erträgen einhergehen. Die meisten Bauern bevorzugen ertragsstarke Sorten mit schwacher MSV-Resistenz. Nicht zuletzt bedeutet die größere Zahl involvierter Allele einen mehrjährigen Züchtungsprozess.
Derzeit laufen Anstrengungen, mithilfe der grünen Gentechnik Resistenzgene in Maissorten einzubringen. Die Gentechnik bietet den Vorteil des direkten Transfers eines einzelnen Resistenzgens bei gleichzeitiger Vermeidung unerwünschter Eigenschaften und kann in viele bereits an lokale Umweltbedingungen angepasste Sorten eingebracht werden. Diese Strategie wird gebremst durch die negative Wahrnehmung gentechnisch veränderter Organismen in der Öffentlichkeit sowie durch die kostspieligen und zeitaufwendigen Risikobewertungen, um die Sicherheit als Nahrungs- und Futtermittel zu gewährleisten. An der Universität Kapstadt wurde in Zusammenarbeit mit Pannar Seed eine Resistenz entwickelt; sie befindet sich noch in der Testphase.